# Eburodacrys lenkoi
Eburodacrys lenkoi es una especie de escarabajo longicornio del género Eburodacrys, tribu Eburiini, subfamilia Cerambycinae. Fue descrita científicamente por Napp & Martins en 1980.

## Descripción
Mide 7,6-15,3 milímetros de longitud.

## Distribución
Se distribuye por Brasil.